# Bourtzi
Il castello d'acqua di Bourtzi (in greco Μπούρτζι, dal turco ottomano برج - burc, prestito linguistico del greco pyrgos o purgos che significa "torre"; precedentemente Καστέλι, Kasteli da castello) si trova nel centro del porto di Nauplia.
I Veneziani completarono la sua fortificazione nel 1473 per proteggere la città dai pirati e dagli invasori del mare. I greci la riguadagnarono dai turchi il 18 giugno 1822, da dove assistettero all'assedio di Nauplia. Fino al 1865 fungeva da fortezza. Fu poi trasformato in residenza dei carnefici dei condannati del castello di Palamidi. Dal 1930 al 1970, è stato un hotel. Da allora, è principalmente un'attrazione turistica che ospita occasionalmente parti del Summer Music Festival.